# سه تفنگدار (فیلم ۱۹۳۹)
سه تفنگدار (انگلیسی: The Three Musketeers) فیلمی در ژانر موزیکال به کارگردانی آلن دوان است که در سال ۱۹۳۹ منتشر شد.

## بازیگران
- دان آمچی
- بینی بارنز
- گلوریا استوارت
- جوزف شیلدکات
- جان کارادین
- لیونل اتویل
- راسل هیکس
- مورونی اولسن
- جان کینگ
- سی. مانتگیو شا
- جرج دیویس